# 索羅基 (若夫克瓦區)
50°9′16″N 23°56′52″E / 50.15444°N 23.94778°E
索羅基（烏克蘭語：Сороки），是烏克蘭西部的村莊，隸屬利維夫州的利維夫區。該村面積0.42平方公里，海拔高度216米，2001年人口50，人口密度每平方公里11.91人。